# Риу-Гранди (плато)
Ри́у-Гра́нди — подводное плато в юго-западной части Атлантического океана, между Южно-Атлантическим хребтом и материковым склоном Южной Америки.
Протяжённость плато составляет 900 км, наибольшая ширина — 1000 км. Глубина над плато достигает более 2 км, минимальная глубина — 658 м. Поверхность плато покрыта илом.